# Trientalis borealis
Trientalis borealis är en viveväxtart. Trientalis borealis ingår i släktet Trientalis och familjen viveväxter.

## Underarter
Arten delas in i följande underarter:
- T. b. borealis
- T. b. latifolia

## Bildgalleri

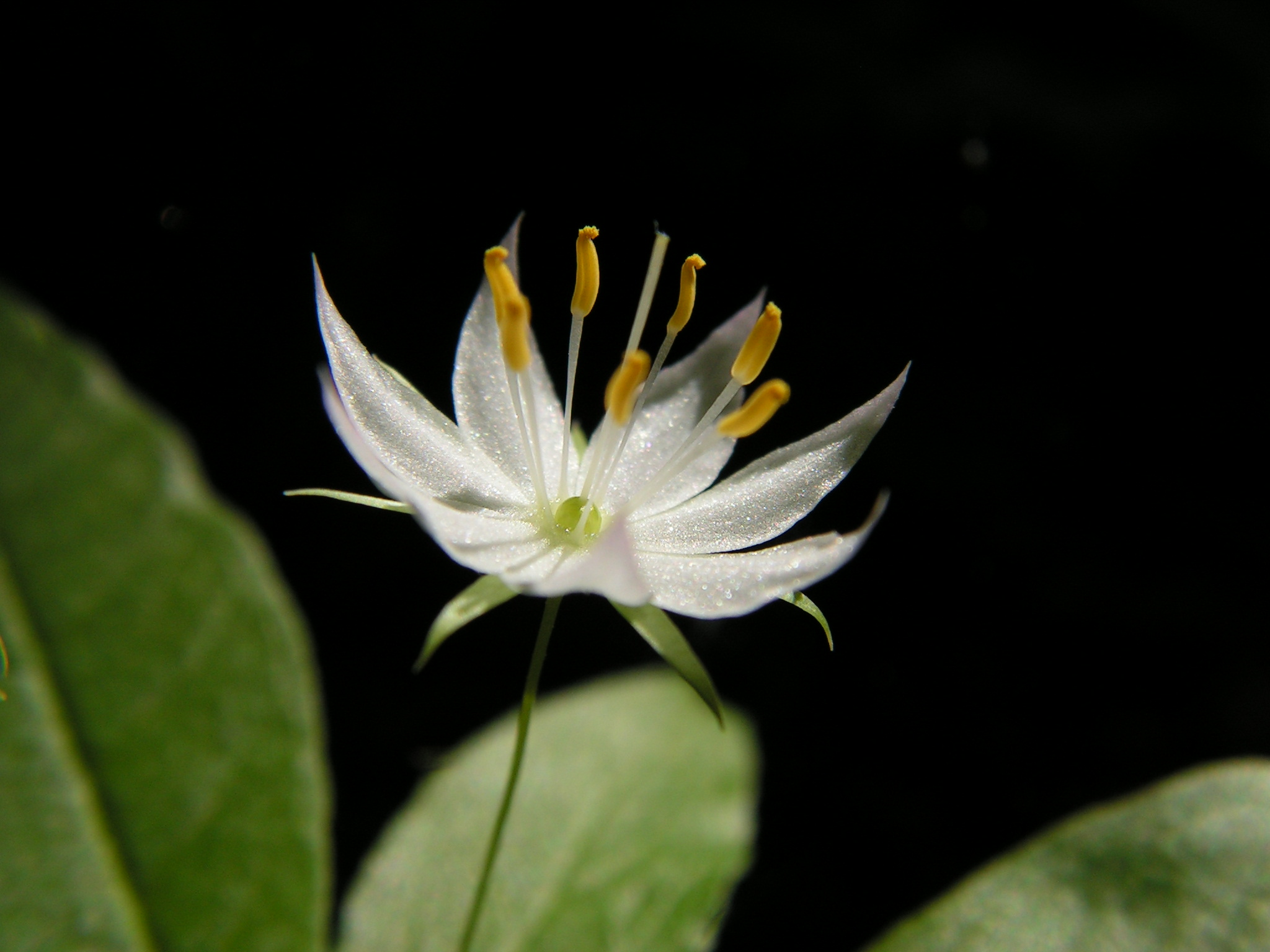
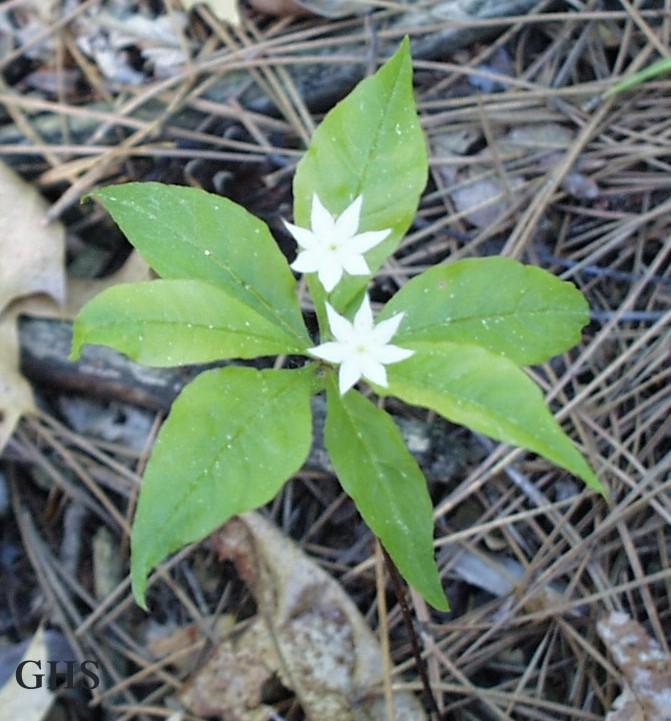
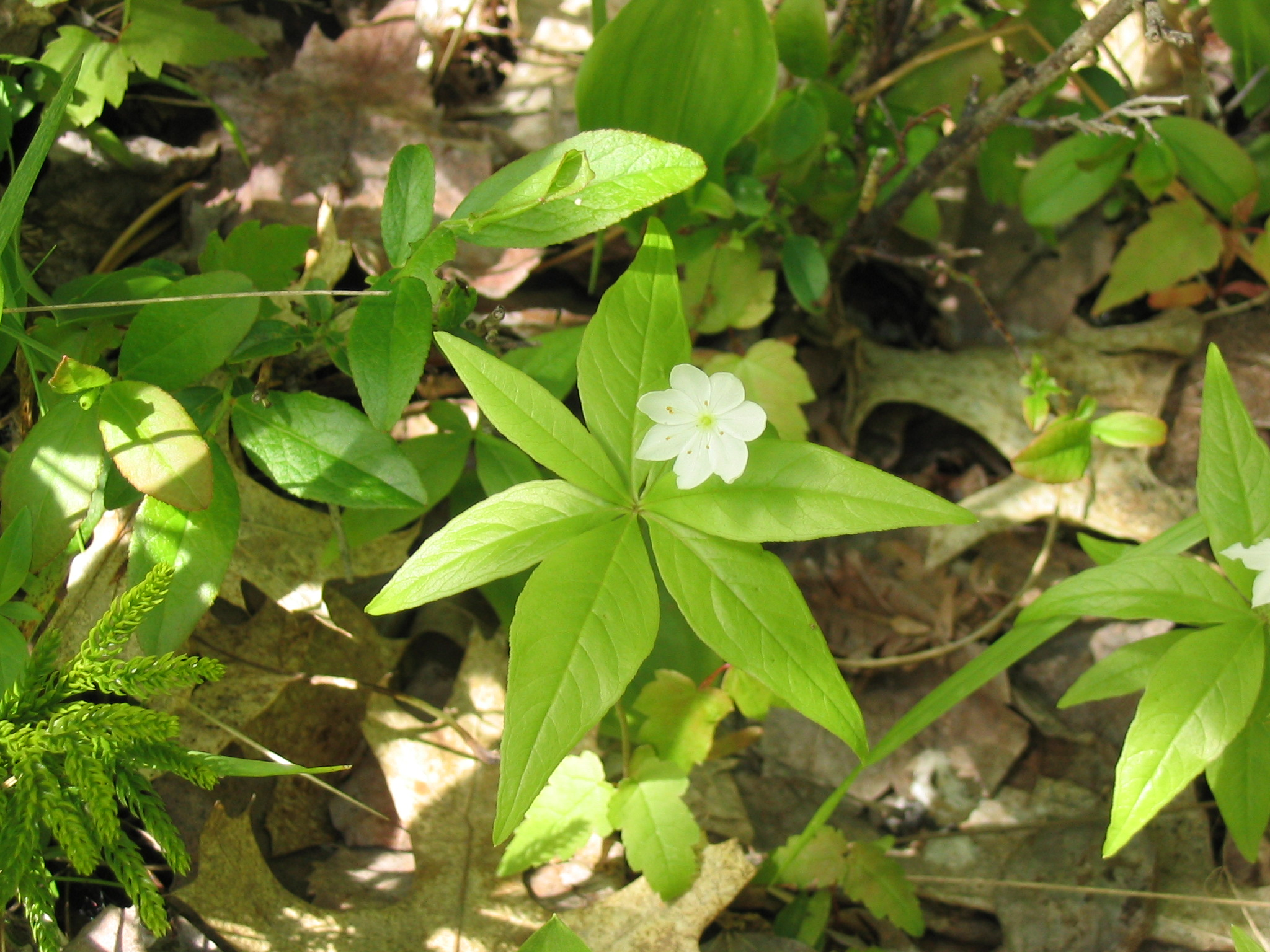
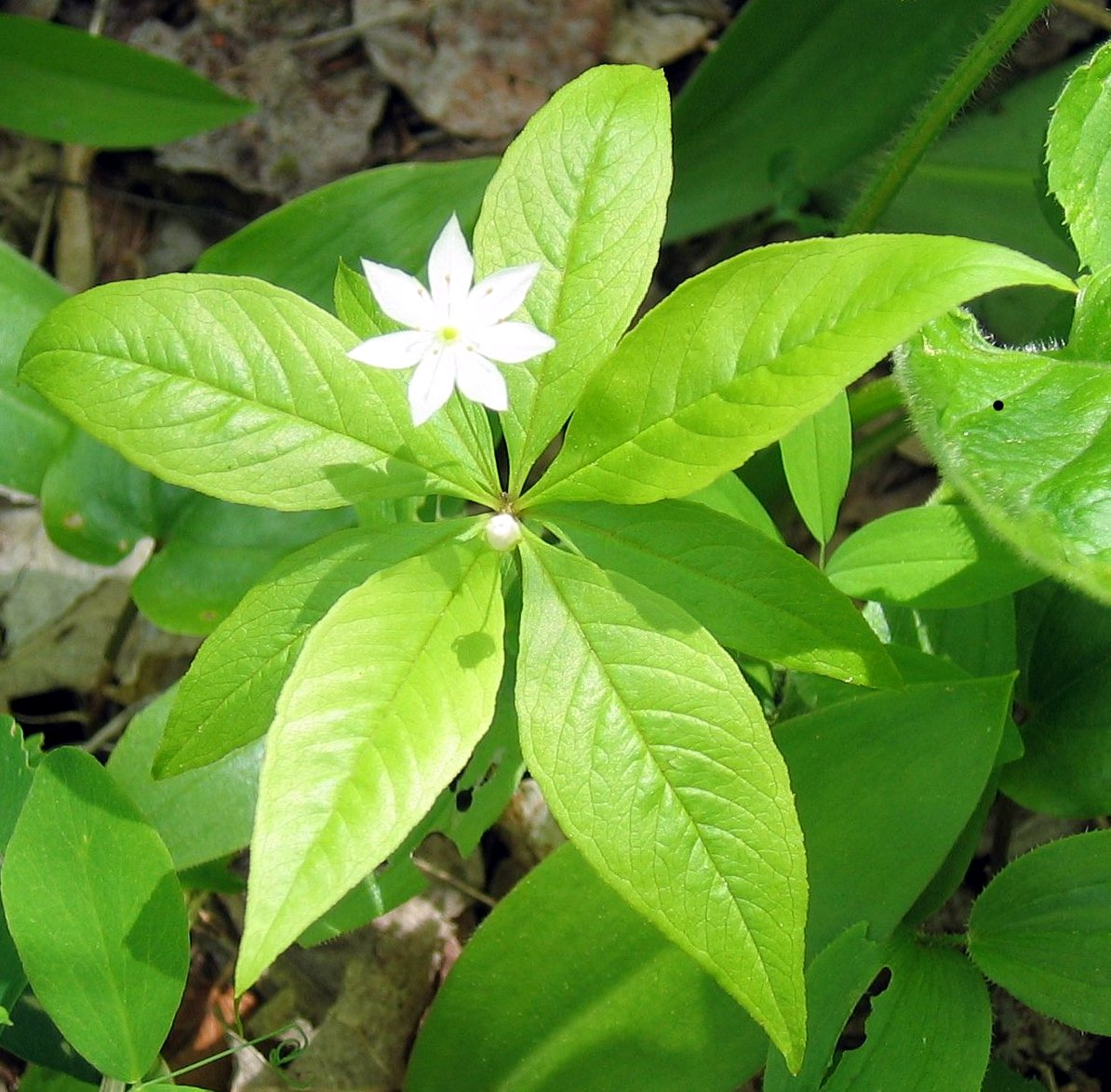
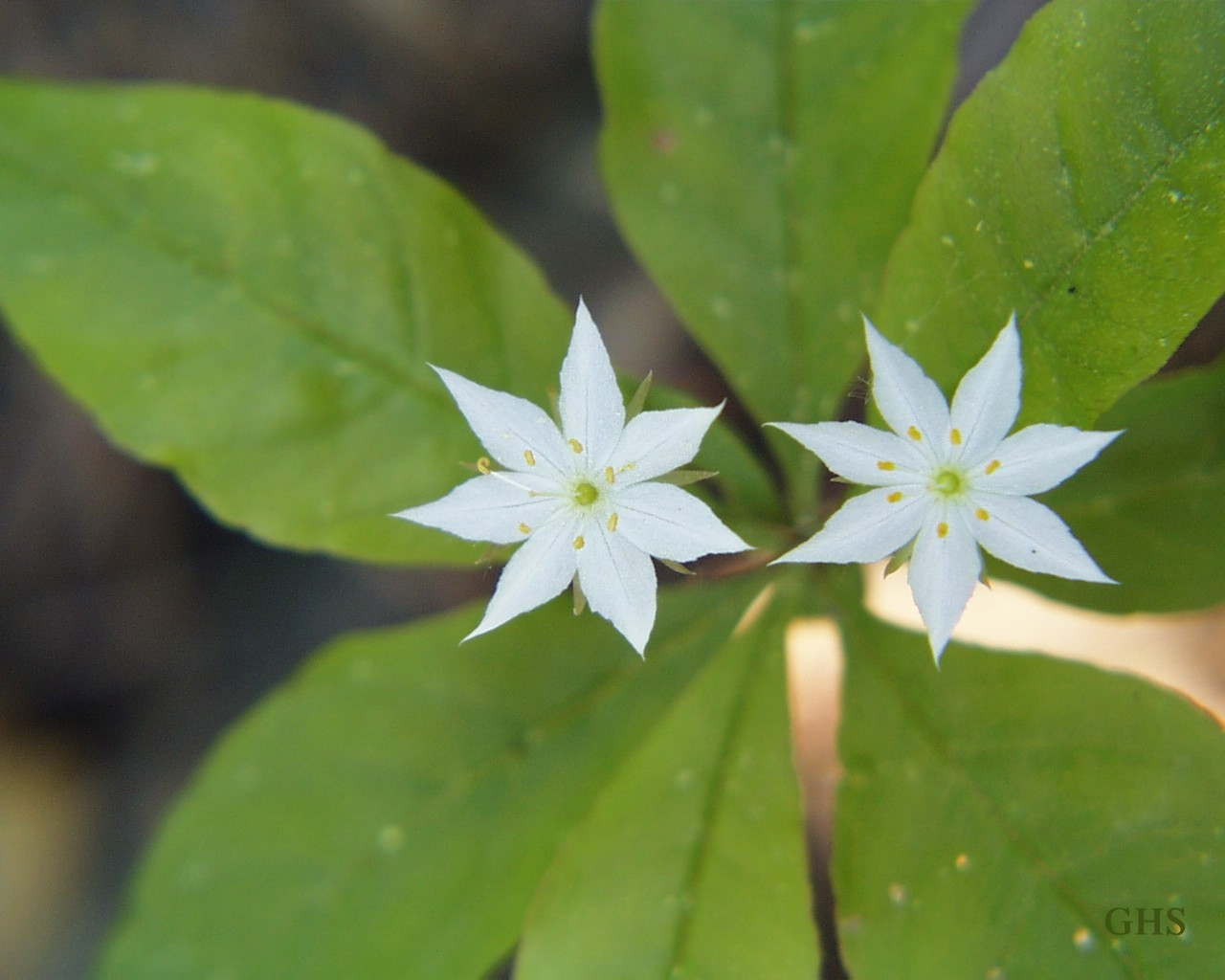
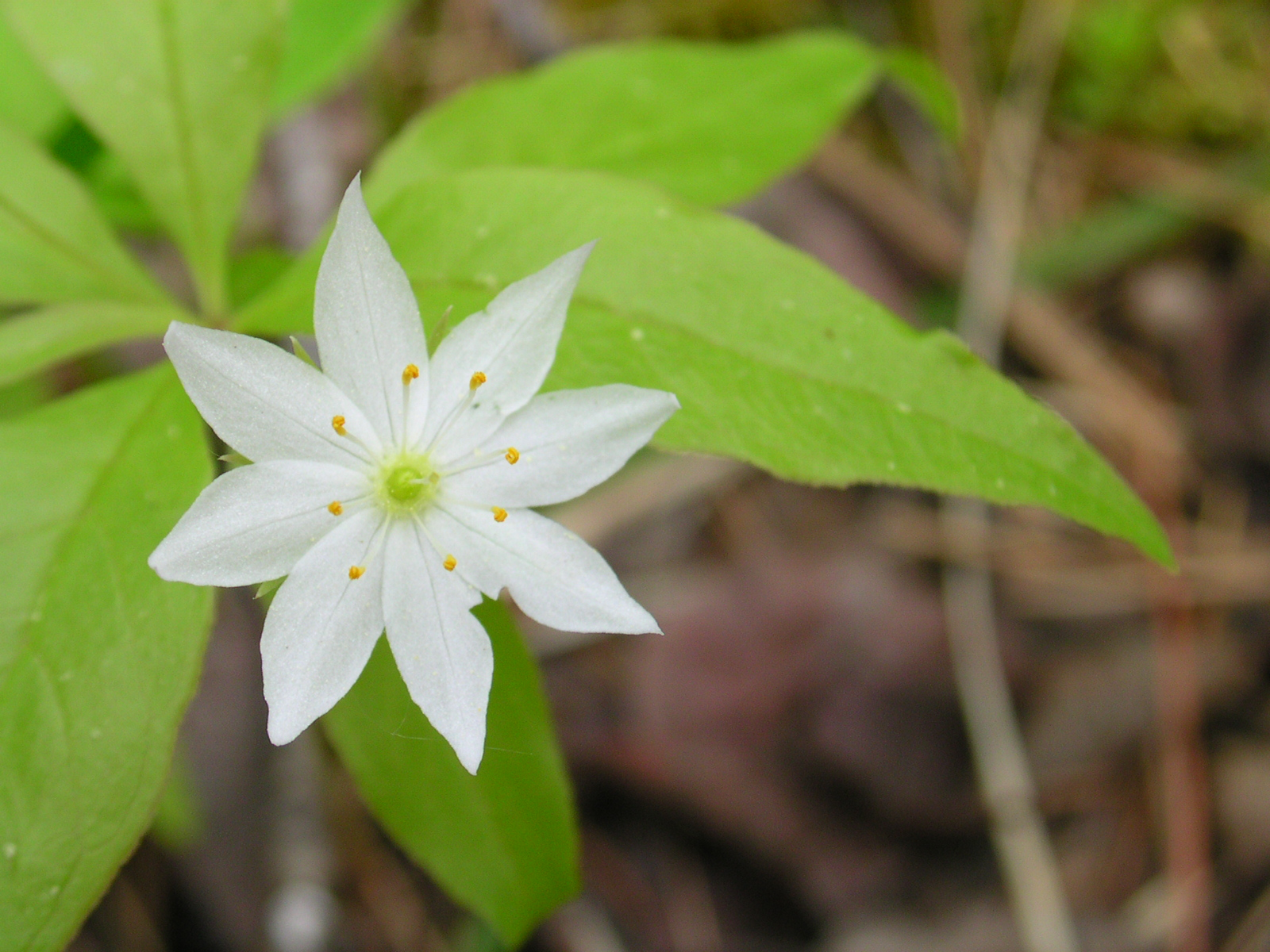